# べつかい乳業興社
株式会社べつかい乳業興社（べつかいにゅうぎょうこうしゃ）は、北海道野付郡別海町にあり、第三セクターによって運営されている日本の食品･飲料メーカーのひとつで、現在日本国内で数少ないテトラパックの製造ラインがあるメーカーでもある。

## 事業内容
- 牛乳や乳製品の製造･販売

## 設立
- 2001年8月1日

## 主たる商品
- べつかいの牛乳屋さん
- べつかいのコーヒー屋さん
- べつかいのアイスクリーム屋さん
- べつかいのバター屋さん
- べつかいのチーズ屋さん
- 西別川のめぐみ

製品の65％は北海道根室振興局管内で消費されている。

## 関連事項
- 北海道乳業協会
- 全国乳業協同組合連合会